# Zoothera
Zoothera är ett släkte med medelstora trastar (Turdidae). Flertalet är insektsätare eller allätare. DNA-studier visar att de arter som traditionellt placerats i släktet inte är varandras närmaste släktingar. En stor andel av arterna har därför lyfts ut till egna släkten. Arterna i Zoothera i mer begränsad mening förekommer alla i Asien och australiska regionen. En art, geomalia, har förts till släktet från att tidigare ha placerats i det egna Geomalia.

## Arter
Följande artlista med 22 arter följer AviList:
- Långstjärtad trast (Zoothera dixoni)
- Alptrast (Zoothera mollissima)
- Himalayatrast (Zoothera salimalii)
- Sichuantrast (Zoothera griseiceps)
- Geomalia (Zoothera heinrichi)
- Mörksidig trast (Zoothera marginata)
- Långnäbbad trast (Zoothera monticola)
- Borneotrast (Zoothera everetti)
- Sundatrast (Zoothera andromedae)
- Guldtrast (Zoothera aurea)
- Tigertrast (Zoothera dauma)
- Amamitrast (Zoothera major)
- Nilgiritrast (Zoothera neilgherriensis)
- Ceylontrast (Zoothera imbricata)
- Bonintrast (Zoothera terrestris) – utdöd (1830-talet)
- Makiratrast (Zoothera margaretae)
- Guadalcanaltrast (Zoothera turipuvae)
- Eukalyptustrast (Zoothera lunulata)
- Newbritaintrast (Zoothera talaseae)
- Svartryggig trast (Zoothera atrigena)
- Stillahavstrast (Zoothera heinei)
- Gulbröstad trast (Zoothera machiki)

### Arter som tidigare placerades i släktet
Släkte Geokichla
- Tanimbartrast (Geokichla schistacea)
- Burutrast (Geokichla dumasi)
- Seramtrast (Geokichla joiceyi)
- Brunkronad trast (Geokichla interpres)
- Engganotrast (Geokichla leucolaema)
- Brunryggig trast (Geokichla erythronota)
- Vitörad trast (Geokichla mendeni)
- Harlekintrast (Geokichla dohertyi)
- Broktrast (Geokichla wardii)
- Filippintrast (Geokichla cinerea)
- Timortrast (Geokichla peronii)
- Orangehuvad trast (Geokichla citrina)
- Sibirisk trast (Geokichla sibirica)
- Orangebröstad trast (Geokichla piaggiae)
- Svartkindad trast (Geokichla crossleyi)
- Bantutrast (Geokichla gurneyi)
- Kongotrast (Geokichla oberlaenderi)
- Svartörad trast (Geokichla camaronensis)
- Gråbrun trast (Geokichla princei)
- Fläcktrast (Geokichla guttata)
- Fläckvingad trast (Geokichla spiloptera)

Släkte Ixoreus
- Sitkatrast (Ixoreus naevius)

Släkte Ridgwayia
- Aztektrast (Ridgwayia pinicola)